# DSV aktiv/Freunde des Skisports
DSV aktiv/Freunde des Skisports e. V. (FdS) widmet sich seit der Gründung im Jahr 1960 den Bedürfnissen der Freizeitsportler. DSV aktiv ist außerordentliches Mitglied des Deutschen Skiverbandes und hat derzeit über 250.000 Mitglieder. Damit ist DSV aktiv weltweit eine der größten Freizeitsportorganisationen.

## Geschichte
Vor der Gründung des Vereins wurde das Thema Sicherheit im Skisport von keiner Institution verfolgt. Steigende Unfallzahlen deutscher Skiurlauber ergaben hier einen akuten Handlungsbedarf. Mit der Gründung von DSV aktiv/Freunde des Skisports e. V. sollte das sichere und bewusste Erleben des Skifahrens gefördert werden. Neben dem Sicherheitsaspekt sind im Laufe der über 60-jährigen Bestehensgeschichte Umweltbewusstsein und Nachhaltigkeit als Kernthemen hinzugekommen.
Zusammen mit dem Deutschen Skiverband (DSV) konnte DSV aktiv die Idee vom sicheren, umweltgerechten und nachhaltigen Skisport mit etablieren. Die Verhütung von Unfällen auf Skipisten war und ist eines der Kernthemen. Dafür treten neben DSV aktiv noch der Deutsche Skiverband und die Mitte der Siebziger Jahre gegründete Stiftung Sicherheit im Skisport (SIS) ein. Gemeinsam wurde bei der Formulierung der FIS-Regeln für Skisportler entscheidend mitgewirkt. Die aus einem Modellversuch im Jahr 1977 hervorgegangene DSV-Skiwacht kümmert sich um die Sicherheitsarbeit auf deutschen Pisten und Loipen.

## Versicherungsschutz
Neben dem Thema Sicherheit im Skisport spielt auch der Versicherungsschutz für Wintersportler für DSV aktiv eine große Rolle. Mit der Idee, Vereinssportler über obligatorische Sportversicherungen der Landessportbünde gegen Sportunfälle zu versichern, wurden die Freunde des Skisports (FdS) 1960 gegründet.
Seit der Gründung können sich DSV aktiv-Mitglieder mit einem Versicherungspaket beim Wintersport absichern, der Skiversicherung. Diese beinhaltet einen umfangreichen Versicherungsschutz für Winter- und Sommersportler. Versichert sind alle Ski und Snowboards (Bruch/Diebstahl), auch Mietski/-snowboards und Skihelme. Zusätzlich eingeschlossen ist eine Unfall-, Haftpflicht-, Kranken- und Rechtsschutzversicherung. Zusätzlich wird für Mitglieder die regelmäßig erscheinende Zeitschrift „SKI & BERGE – Das DSV-Magazin“ herausgegeben.

## Vorsitzende seit 1960
- Adolf Heine (1960 bis 1969)
- Peps Wengermayer (1969 bis 1975)
- Alexander Pilz (1975 bis 1990)
- Erwin Lauterwasser (1990 bis 2010)
- Hanns-Michael Hölz (2010 bis 2014)
- Peter Schlickenrieder (2014 bis 2022)
- Ralf Roth (seit 2022)